# Aleksander Kowalski (Skispringer)
Aleksander „Olek“ Kowalski (* 20. Juli 1930 in Zakopane; † 7. Februar 2009 in Kościelisko) war ein polnischer Skisportler, der für Wisła-Gwardia Zakopane an den Start ging. Er wurde zweimal polnischer Meister in der Nordischen Kombination sowie 1953 im Skispringen.

## Werdegang
Kowalski gewann 1952 und 1957 den Czech-Marusarzówna-Memorial-Wettbewerb der Nordischen Kombinierer und konnte auch 1954 und 1956 mit dem zweiten Platz auf sich aufmerksam machen. Kowalski war Teilnehmer der Olympischen Winterspiele 1956 im italienischen Cortina d’Ampezzo. Dabei belegte er beim Wettkampf der Nordischen Kombinierer den fünfzehnten Platz. Nach dem Springen war er noch Fünfter gewesen, doch verlor er mit einer schwachen Laufleistung einige Plätze.
Seine größten Erfolge konnte Kowalski bei den nationalen Meisterschaften erzielen. So wurde er 1956 und 1957 polnischer Meister in der Nordischen Kombination. Zudem konnte er 1953 vor Antoni Wieczorek und Jan Kula ebenso den Meistertitel im Skispringen gewinnen.

## Persönliches
Kowalski hatte mit Maria Kowalska eine Schwester, die als alpine Skisportlerin 1952 und 1956 an den Olympischen Winterspielen teilnahm. Auch seine Frau Maria Gąsienica Bukowa-Kowalska war als alpine Skirennläuferin aktiv. Sein erstgeborener Sohn Andrzej wurde ebenso Skisportler und 1982 Skisprungmeister mit der Mannschaft.